# أوستين سميث
أوستين سميث (بالإنجليزية: Austin Smith)‏ هو لاعب هوكي الجليد أمريكي، ولد في 7 نوفمبر 1988 في دالاس في الولايات المتحدة.

## وصلات خارجية
- أوستين سميث على موقع دوري الهوكي الوطني (الإنجليزية)
- أوستين سميث على موقع EliteProspects.com (الإنجليزية)
- أوستين سميث على موقع HockeyDB.com (الإنجليزية)